# Archaeotypotherium
Archaeotypotherium — це вимерлий рід нотоунгулятів, що належав до родини Archaeohyracidae, який жив під час олігоцену в Аргентині та Чилі. Вперше його описав у 1903 році аргентинський палеонтолог Сантьяго Рот.